# Leigh McCloskey
Leigh Joseph McCloskey (Los Angeles, 21 juni 1955) is een Amerikaans acteur.
In de jaren 70 studeerde McCloskey theater in New York. Een beroemde klasgenoot is Kelsey Grammer (Cheers).
McCloskeys doorbraak vond plaats toen hij van 1980 tot 1982 Mitch Cooper in Dallas speelde, hij keerde nog terug voor gastoptredens in 1985 en 1988. Daarna nam hij de rol van Zack Kelton in Santa Barbara aan. Na de dood van Zack kwam McCloskey terug in de serie als Ethan Asher, die als twee druppels water op Zack leek.
McCloskey houdt zich daarnaast bezig als schilder. Hij is op 19 augustus 1978 getrouwd met Carla McCloskey en samen hebben ze twee kinderen.

## Filmografie[3]

### Films
- 2009 An Elaborate Plan – als Donald Cavanaugh
- 2005 Gone But Not Forgotten – als detective Barrow
- 1998 I Might Even Love You – als Hank Price
- 1995 Terror in the Shadows – als Alex Williams
- 1994 Accidental Meeting – als Richard
- 1993 Trouble Shooters: Trapped Beneath the Earth – als Frank Mather
- 1988 Lucky Stiff – als Eric West
- 1988 Double Revenge – als Mick Taylor
- 1988 Cameron's Closet – als Pete Groom
- 1988 Dirty Laundry – als Jay
- 1986 Hamburger: The Motion Picture – als Russell
- 1985 Just One of the Guys – als Kevin
- 1985 Fraternity Vacation – als Charles Lawlor III
- 1984 Velvet – als James Barstow
- 1983 I Paladini – storia d’armi e d’amori – als Rinaldo
- 1980 Inferno – als Mark Elliot (reguliere film)
- 1978 Doctors' Private Lives – als Kenny
- 1978 The Bermuda Depths – als Magnus Dens
- 1977 Alexander: The Other Side of Dawn – als Alexander Duncan
- 1976 Dawn: Portrait of a Teenage Runaway – als Alexander

### Televisieseries
- 2011 Bones – als Lee Coleman – 1 afl.
- 2000 One Life to Live – als Drake Faraday – ? afl.
- 2000 Brutally Normal – als Corey – 1 afl.
- 1999 Beverly Hills, 90210 – als Mr. Bigelow – 1 afl.
- 1999 Star Trek: Deep Space Nine – als Joran Belar – 1 afl.
- 1999 JAG – als Dan Lander – 1 afl.
- 1998 Babylon 5 – als Thomas – 2 afl.
- 1997 The Young and the Restless – als Kurt Costner - ? afl.
- 1997 Almost Perfect – als Tommy – 1 afl.
- 1997 3rd Rock from the Sun – als Matthew – 1 afl.
- 1996 Star Trek: Voyager – als Tieran – 1 afl.
- 1993 – 1996 General Hospital – als Damian Smith – 5 afl.
- 1994 Chicago Hope – als soap dokter – 1 afl.
- 1993 Raven – als piraat / Randall – 2 afl.
- 1992 Life Goes On – als Phillip Jorgens – 1 afl.
- 1987 – 1992 Jake and the Fatman – als ? – 2 afl.
- 1990 Shades of LA – als Dr. Ernest Lindstrom – 1 afl.
- 1988 – 1989 Santa Barbara – als Dr. Zach Kelton / Ethan Asher – 18 afl.
- 1980 – 1988 Dallas – als Mitch Cooper – 46 afl.
- 1988 The Bronx Zoo – als Richard – 1 afl.
- 1988 Sonny Spoon – als Dick Darling – 1 afl.
- 1986 Crazy Like a Fox – als ?? – 1 afl.
- 1986 Blacke's Magic – als Paul Thompson – 1 afl.
- 1983 – 1986 Hotel – als Hank Miller / Joel Shubert / Lou Valentine – 3 afl.
- 1986 Murder, She Wrote – als Todd Amberson – 1 afl.
- 1983 – 1985 The Love Boat – als Peter / Ralph Burrows / Charles Reynolds – 5 afl.
- 1984 Finder in Crime – als Travis Burke – 1 afl.
- 1984 Partners in Crime – als Casey Quinn – 1 afl.
- 1984 Fantasy Island – als Paul Spenser – 1 afl.
- 1984 Mike Hammer – als ?? – 1 afl.
- 1983 The Fall Guy – als Webb Covington jr. – 1 afl.
- 1981 Hart to Hart – als Vernon Casper – 1 afl.
- 1979 Buck Rogers in the 25th Century – als Jalor Davin – 1 afl.
- 1979 Married: The First Year – als Billy Baker – 4 afl.
- 1979 The Paper Chase – als Paul Chandler – 1 afl.
- 1977 Hawaii Five-O – als Ted Bonner – 1 afl.
- 1976 – 1977 Executive Suite – als Brian Walling – 18 afl.
- 1976 Rich Man, Poor Man – Book II – als Billy – ? afl.
- 1976 ABC Afterschool Specials – als Jeff – 1 afl.
- 1976 The Streets of San Francisco – als Gil – 1 afl.
- 1976 Rich Man, Poor Man – as Billy – 1 afl.
- 1976 Medical Center – als Mihail Zankov – 1 afl.
- 1975 Isis – als Bill Cady – 1 afl.
- 1975 Phyllis – als Donald Ralston – 1 afl.